# 우리는 모두 죽었다
《우리는 모두 죽었다♪》(일본어: 僕らはみんな死んでいる♪)는 키라의 만화 작품이다.
《YOU》 (슈에이샤)에서 2010년 11월호부터 2013년 11월호까지 연재되었다. 단행본은 전 10권.

## 줄거리
《천국》이라는 낯선 곳에 집합된 타인 사이의 남녀 8인. 그곳에 나타난 “신”이라고 하는 수수께끼의 생물은 〈너희는 이미 죽었다〉라 고한다. 그 후, 유안의 열광적인 팬이었던 아카네를 더해, 이 멤버 중에서 최초로 커플이 된 두 사람이 되살아날 수 있다고 하는 “러브 게임”을 시행한다.

## 등장인물
신
“신”이라고 하는 수수께끼의 생물.

### 여성
아카츠키 린
여고생. 18세.
죠노우치 시즈에
유명 마술사·프린스 조지의 조수. 37세.
아리엘 카터
외국인. 20세.
요시노 아카네
유안의 열광적인 팬. 17세.

### 남성
이치노세 유안
인기 배우. 24세.
타카하시 다이키
25세.
야마고 켄이치
샐러리맨. 45세.
오노데라 마코토
번역 일을 하고 있다. 25세.
사토 히로시
뮤지션을 목표로 해 칸사이에서 도쿄로 상경. 28세.

## 서지 정보
일본
- 키라 《우리는 모두 죽었다♪》 슈에이샤 〈퀸즈 코믹스〉 전 10권
  1. 2010년 10월 20일 발매, ISBN 978-4-08-865605-2
  2. 2011년 2월 18일 발매, ISBN 978-4-08-865619-9
  3. 2011년 7월 19일 발매, ISBN 978-4-08-865634-2
  4. 2011년 12월 19일 발매, ISBN 978-4-08-865655-7
  5. 2012년 4월 25일 발매, ISBN 978-4-08-865657-1
  6. 2012년 8월 24일 발매, ISBN 978-4-08-865661-8
  7. 2012년 12월 25일 발매, ISBN 978-4-08-865663-2
  8. 2013년 4월 25일 발매, ISBN 978-4-08-865665-6
  9. 2013년 8월 23일 발매, ISBN 978-4-08-865667-0
  10. 2013년 11월 25일 발매, ISBN 978-4-08-865668-7

대한민국
- 학산문화사 〈시리얼〉 전 10권
  1. 2013년 6월 25일 발매, ISBN 9788925896946
  2. 2013년 10월 25일 발매, ISBN 9788925896960
  3. 2013년 12월 25일 발매, ISBN 9788925896977
  4. 2014년 3월 25일 발매, ISBN 9788968318672
  5. 2014년 7월 25일 발매, ISBN 9791155972489
  6. 2015년 9월 25일 발매, ISBN 9791155974469
  7. 2015년 10월 25일 발매, ISBN 9791155978207
  8. 2016년 5월 25일 발매, ISBN 9791125639473
  9. 2016년 7월 25일 발매, ISBN 9791125646433
  10. 2016년 8월 25일 발매, ISBN 9791125649656

## 텔레비전 드라마
NTT 도코모의 스마트폰용 서비스 〈NOTTV〉에서, 2013년 12월 2일부터 2014년 2월 14일까지 전달되었다. 전 50화.
2014년 7월 1일부터 9월 2일까지 TBS에서 지상파 방송되었다. 방송 시간은 매주 화요일 26:16 ~ (53분간, 제1화만 24:26 ~ 25:31), 전 10화.

### 캐스트
- 이치노세 유안 - 시라하마 아란 (GENERATIONS/EXILE)
- 아카츠키 린 - 히로세 아리스
- 요시노 아카네 - 미키 호노카
- 사토 히로시 - 오노우에 히로유키
- 아리엘 카터 - 카가미 세이라
- 신 - 츠지모토 코지
- 야마다 쿄코 - 타나카 미나코
- 오노데라 마코토 - 카쿠 토모히로
- 죠노우치 시즈에 - 츠키후네 사라라
- 야마고 켄이치 - 코모토 마사히로
- 타카하시 다이키 - KENCHI (EXILE)

### 스태프
- 원작 - 키라 《우리는 모두 죽었다♪》 (슈에이샤 퀸즈 코믹스)
- 각본 - 키야스 코헤이, 토요네 유이치
- 연출 - 이마이 나츠키 (TBS), 마루모 노리코, 하라다 켄타로
- 주제가 - Flower 〈백설 공주〉 (소니 뮤직 어소시에이티드 레코즈)
- 테마 음악 - P.P.M (하야시 쿠미코)
- 스턴트 코디네이트 - 데구치 마사요시
- 기획 - 우에다 노리히로 (NOTTV)
- 프로듀스 - 마에다 나호 (TBS), 사토 아츠시 (드리맥스 텔레비전), 후치에 마이코 (NOTTV), 이마이 나츠키 (TBS)
- 제작 저작 - NOTTV, TBS

### 방송 일자
| 각 화  | 첫 방송일       | 부제                                               |
| ------ | --------------- | -------------------------------------------------- |
| 제1화  | 2013년 12월 2일 | 그도 그럴 게 YOU들은 이미, 죽었으니까…             |
| 제2화  | 12월 3일        | 뜨겁게 되면 게임은 종료!?                          |
| 제3화  | 12월 4일        | 우선 즐겨, 여기의 생활을                           |
| 제4화  | 12월 5일        | 유안의 곁에 있고 싶어요!                           |
| 제5화  | 12월 6일        | 신을 믿을 것인가 안 믿을 것인가는 자신 나름        |
| 제6화  | 12월 9일        | 살아서 돌아가고 싶을지도, 나.                      |
| 제7화  | 12월 10일       | 그런가, 전해졌던 것이었구나……!                     |
| 제8화  | 12월 11일       | 우선 아무 것도 없었던 걸로……                       |
| 제9화  | 12월 12일       | 축하해!! 훌륭하게 커플 성립입니다!!                |
| 제10화 | 12월 13일       | 해방되고 싶었던 것이었나……. 그것도 괜찮을지도      |
| 제11화 | 12월 16일       | YOU는 특별하니까…                                  |
| 제12화 | 12월 17일       | YOU들은 ME를 속일 수 없어                          |
| 제13화 | 12월 18일       | 이런 나라도 사이 좋게 지내주겠습니까?              |
| 제14화 | 12월 19일       | 참지 않아도 돼…                                    |
| 제15화 | 12월 20일       | 갈 수 있어, 하계.                                  |
| 제16화 | 12월 23일       | 세컨드 시즌, 스타트입니다!                         |
| 제17화 | 12월 24일       | 건투를 빕니~다                                     |
| 제18화 | 12월 25일       | 돌아갈 수 있는 거지? 손을 맞잡으면                 |
| 제19화 | 12월 26일       | 페널티……?                                          |
| 제20화 | 12월 27일       | 나는 모두가 뜨겁게 되는 걸 보고 싶은 거야?         |
| 제21화 | 2014년 1월 6일  | 날, 받아들여주려나?                                |
| 제22화 | 1월 7일         | 봐버렸어, 엄청난 걸……                              |
| 제23화 | 1월 8일         | ME는 YOU의, 신이야……                               |
| 제24화 | 1월 9일         | 모두 즐기고 있어, 러브 게임을.                     |
| 제25화 | 1월 10일        | ……진짜 자신을 보여줘……                             |
| 제26화 | 1월 13일        | 잊을테니까 당신도 잊어                             |
| 제27화 | 1월 14일        | 그런 거 말한다면 하계 가서 확인해보고 오자         |
| 제28화 | 1월 15일        | 죽어도 편해지지 않네……                             |
| 제29화 | 1월 16일        | 사실은 눈치 채고 있지? ME가 누구인지.              |
| 제30화 | 1월 17일        | 아카네와 사랑을 한다!                              |
| 제31화 | 1월 20일        | 스위치가 들어간 YOU를 보는 거, 정말 즐거워         |
| 제32화 | 1월 21일        | 틀림없어, YOU에게의 연심이야                       |
| 제33화 | 1월 22일        | 나는 아무 것도 나쁘지 않아!                        |
| 제34화 | 1월 23일        | 괜찮아. 다 털고 올게                               |
| 제35화 | 1월 24일        | 신은 룰을 일탈하지 말 것                           |
| 제36화 | 1월 27일        | 나와버렸어……                                       |
| 제37화 | 1월 28일        | 틀림없어, YOU에게의 연심이야                       |
| 제38화 | 1월 29일        | ……유안이 아니야!                                   |
| 제39화 | 1월 30일        | 아카네에게                                         |
| 제40화 | 1월 31일        | 괜찮지, 이제                                       |
| 제41화 | 2월 3일         | 쌍둥이……라는 거?                                   |
| 제42화 | 2월 4일         | 나는 단지, 당신만을 믿는다                         |
| 제43화 | 2월 5일         | 내가 죽였어요……내가 유안을……!                      |
| 제44화 | 2월 6일         | 당신은, 죽이지 않았어……                            |
| 제45화 | 2월 7일         | 시간 제한이 있었던 것인가 이 게임에는……?           |
| 제46화 | 2월 10일        | 나는 나. 자유롭게 사랑할래.                        |
| 제47화 | 2월 11일        | 사랑이야 그건!                                     |
| 제48화 | 2월 12일        | 네가 있었기 때문에 나는 유안으로 있을 수 있었어……. |
| 제49화 | 2월 13일        | 좋아해, 유안……                                     |
| 제50화 | 2월 14일        | 그래……사는 거야.                                   |